# Часки

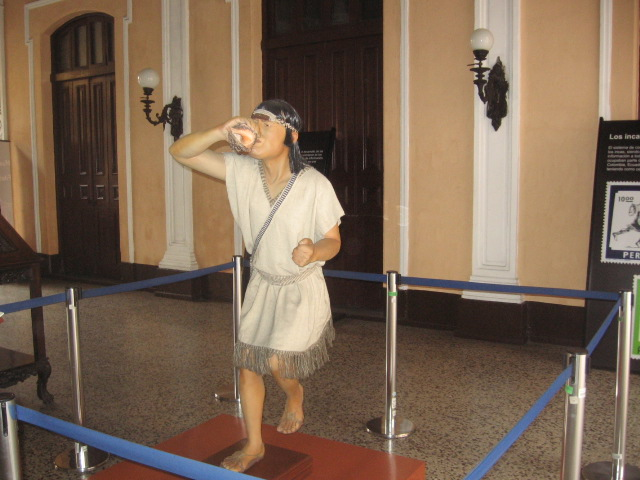
Фигура часки в почтовом музее Лимы (Перу)

Ча́ски — это профессиональные курьеры в Тауантинсуйу, занимавшиеся переносом материальных предметов и информации по поручению хозяина — представителя власти или самого Верховного Инки.

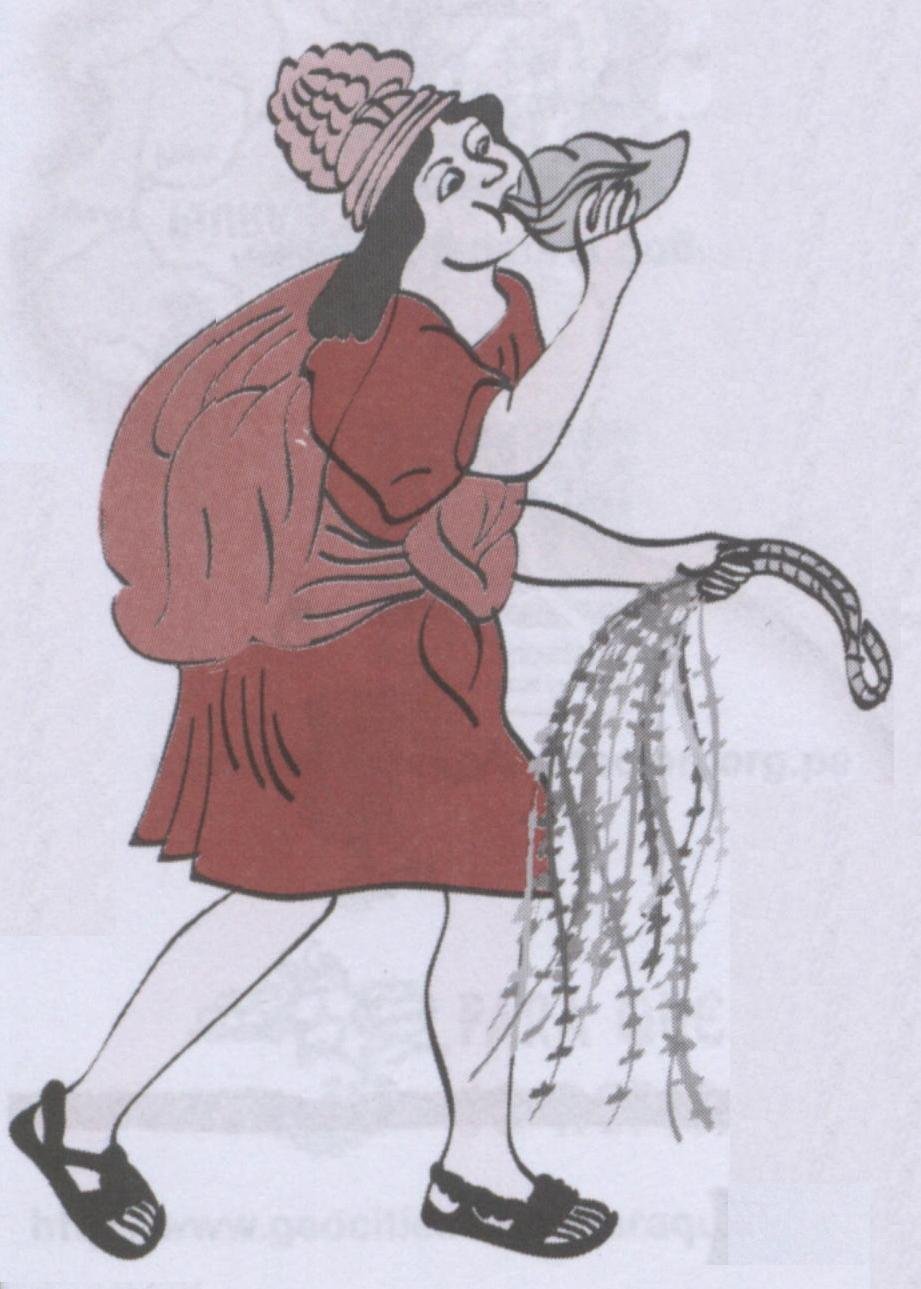
Часки на гравюре XVI века

## История
В зависимости от важности в обществе и личных физических и моральных качеств самих часки среди них выделяли чуро-часки и атун-часки. И те, и другие использовали систему инкских дорог, передвигаясь без остановки бегом по отведённой дистанции продолжительностью в несколько километров. На каждом посту часки-сменщик принимал посылку или в течение десяти—пятнадцати минут заучивал информацию, передаваемую первым, и бежал дальше. Поскольку главный атрибут курьеров инков — это выносливость, то и самих часки набирали ещё в детстве из числа наиболее развитых в физическом отношении мальчиков.
Атун-часки, состоявший на службе у Инки, должен был соблюдать строгие диеты, ограничивать себя в сексуальных отношениях и вести такой образ жизни, чтобы никогда не потерять физическую форму. Его мускульная сила и выносливость считались эталонными у инков. Поэтому он редко доживал до старости, выкладываясь на полную, не жалея своего здоровья. Часто смерть наступала из-за усталости, срыва дыхания или сердечных болезней. К часки предъявлялись самые серьёзные требования, за провинности его жестоко наказывали, но очень уважали и почитали в обществе.